# Āzār Key
Āzār Key (persiska: آزار کی) är en ort i Iran.   Den ligger i provinsen Gilan, i den norra delen av landet, 170 km nordväst om huvudstaden Teheran. Āzār Key ligger 208 meter över havet och antalet invånare är 345.
Terrängen runt Āzār Key är kuperad åt nordväst, men åt sydost är den bergig.Runt Āzār Key är det ganska tätbefolkat, med 134 invånare per kvadratkilometer. Närmaste större samhälle är Rūdsar, 17,0 km norr om Āzār Key. I omgivningarna runt Āzār Key växer i huvudsak blandskog.